# Fernando Londoño
Fernando Londoño Hoyos (Manizales, 27 de diciembre de 1944) es un abogado, economista, político y locutor colombiano exmiembro del Partido Conservador Colombiano y fue director nacional del partido político Centro Democrático, partido donde está adscrito, entre otros, el expresidente Álvaro Uribe. Fue ministro de Interior y Justicia de 2002 a 2004 durante el primer periodo de gobierno del presidente Álvaro Uribe (2002-2006). Trabaja como director del programa digital La Hora de la Verdad transmitido por la Cadena Súper entre 2004 a 2012 y posteriormente en Radio Red de RCN entre 2012 a 2022, y como columnista de los diarios El Colombiano y La Opinión y anteriormente del diario El Tiempo.
Ha sido encontrado culpable e inhabilitado para ejercer cargos públicos en dos ocasiones por abuso de poder al favorecer económicamente los intereses del consorcio Recchi y por prevaricado contra un juez de Ejecución de Penas, por 15 y 12 años respectivamente, por la Procuraduría General de la Nación.

## Inicios
Fernando Londoño Hoyos nació en Manizales, departamento de Caldas, es hijo del excanciller Fernando Londoño Londoño y de Melva Hoyos Botero. Es bachiller del Colegio San Bartolomé La Merced de Bogotá. Estudió economía y derecho en la Pontificia Universidad Javeriana. 

### Carrera temprana
Londoño Hoyos desarrolló una larga carrera como abogado privado, se ha desempeñado principalmente como abogado litigante en derecho civil, mercantil, financiero, administrativo y penal. En 1967 es designado Superintendente de Control de Cambios, una vez graduado de la universidad. Ha sido durante muchos años profesor de la Facultad de Derecho de la universidad en la cual estudió.
La mayor parte de su carrera ha sido como representante de empresas privadas, muchas de ellas contratistas del Estado.
Londoño Hoyos se vuelve conocido a partir de la defensa de Fernando Botero Zea, ministro de Defensa de Samper, en el proceso 8000. Se vuelve entonces opositor al presidente Samper.

### Ministro de Interior y Justicia (2002-2004)
Fue ministro del Interior y de Justicia durante los dos primeros años del primer mandato del presidente Álvaro Uribe Vélez, hasta que en 2004 presentó su renuncia al verse vinculado en el escándalo de la compra irregular de acciones de la firma Invercolsa, igualmente la Procuraduría General de la Nación lo destituyó e inhabilitó para ejercer cargos públicos por 15 años por abuso de autoridad y conflicto de intereses.

## Destitución e inhabilidades

### Caso Invercolsa
Ecopetrol era propietaria de una empresa llamada Invercolsa (Inversiones de Gases de Colombia S.A.). En 1997 Ecopetrol decidió vender la empresa, para ello debía venderla a sus trabajadores. Londoño manejaba la firma de abogados de Invercolsa, por ello Enrique Ramírez su sucesor en la dirección lo certificó como trabajador de Invercolsa. Londoño adquirió de esta forma 52% de las acciones de la empresa.
Ese tema lo persiguió por su paso por el Ministerio del Interior al cual renunció luego que la Superintendencia de Sociedades le impusiera una sanción por adquirir indebidamente 145 millones de acciones de la firma Invercolsa por un monto de 9.000 millones de pesos en mayo de 1997, para luego venderlas a un precio mayor del adquirido.
En febrero de 2007 una sentencia judicial ordenó a Londoño restituir las acciones de Invercolsa adquiridas ilegalmente, al ratificar que el exministro presentó una certificación falsa. El Juzgado determinó que Fernando Londoño Hoyos «no adquirió ni fue poseedor de buena fe de los 145 millones de acciones de Invercolsa S.A.» y ordenó que en término de 5 días el exministro Londoño debía restituir a Ecopetrol los dividendos recibidos de Invercolsa por cada uno de los períodos en que los percibió. Decisión que fue apelada por el exministro y en 2005 una sala de conjueces del Consejo de Estado dejó sin efectos la sentencia, ante lo cual Ecopetrol y la Procuraduría siguieron insistiendo y la Corte Constitucional les dio la razón. Tras surtir todos los procesos de apelación, en el año 2019, la Corte Suprema de Justicia ordenó a Londoño devolver las acciones de Invercolsa a Ecopetrol. El fallo fue ratificado en 2020. Ecopetrol recuperó las acciones y en 2022 finamente vendió la compañía.

### Caso Recchi
El 12 de noviembre de 2004 Fernando Londoño Hoyos fue inhabilitado para ocupar cargos públicos por 15 años ya que la Procuraduría General de la Nación, en cabeza de Edgardo Maya Villazón, encontró que Londoño hizo uso indebido de su cargo como ministro del Interior y de Justicia al hacer gestiones que favorecieron los intereses del consorcio italiano Recchi, del que había sido su apoderado judicial. En el fallo la Procuraduría concluyó que: "el ex ministro incurrió en conflicto de intereses y usó abusivamente su autoridad como segundo hombre más importante de la República después del Presidente". Londoño habría usado su cargo para intervenir ante el Invías y ante el ministro de Transporte para presionar el pago de una deuda que tenía la Nación con el consorcio Recchi del cual había sido apoderado en 1997, (en aquel entonces Londoño había recibido 74 millones de pesos como honorarios), debido a un conflicto en un contrato que el consorcio tenía con la Nación para la construcción de un tramo de la vía Bogotá - Villavicencio, conflicto que terminó condenando a la Nación a pagar 13.958 millones de pesos, según informe de la Procuraduría del año 2004. El pago de la deuda había sido postergado por la Nación debido a falta de recursos intentando un acuerdo con los abogados de la firma italiana. En agosto de 2003, Londoño, para entonces ministro del Interior hizo uso de su cargo para lograr la cancelación del pago de la deuda, la prueba fue una carta enviada al embajador en Italia donde Londoño preguntaba sobre el caso. Londoño alegó haber estado actuando en "defensa judicial de la Nación", la Procuraduría consideró que actuó "pero para salvaguardar los intereses del Consorcio Ricchi". La procuraduría a su vez compulsó copias del caso a la Fiscalía para que investigue a Londoño Hoyos por el delito de abuso de autoridad.
Luego de varios años de estudio del recurso de nulidad presentado ante El Consejo de Estado de Colombia por parte del exministro sancionado y destituido en 2004, por la Procuraduría General de la Nación, finalmente el 11 de diciembre de 2012, este tribunal dejó en firme la destitución e inhabilidad de 12 años para ejercer cargos públicos emitida por la Procuraduría General.

## Atentado
Siendo las 11 horas (GMT-5) del 15 de mayo de 2012, se produjo una explosión a la altura de la Avenida Caracas con calle 74, en el norte de Bogotá, Colombia. El artefacto explosivo fue colocado por un hombre que iba a pie y pegó una bomba de tipo lapa en la puerta del conductor de la camioneta blindada en la cual se transportaba el exministro del Interior y Justicia, Fernando Londoño. Su conductor, un subintendente de la Policía Nacional de Colombia, murió al tratar de quitar el artefacto explosivo; mientras que otro miembro de la escolta murió por la onda expansiva. Ambos llevaban más de 10 años al servicio del exministro.
El saldo total del atentado fueron 2 muertos, más de 19 heridos y daños materiales en dicho sector de la capital, mientras que Fernando Londoño sufrió trauma cráneo encefálico leve y trauma cerrado en el tórax. Los escoltas que sobrevivieron lo trasladaron inmediatamente a la Clínica Country. El parte médico también reportó esquirlas y quemaduras en su rostro, otra esquirla le perforó el tórax y la onda expansiva le reventó los tímpanos. Fue estabilizado físicamente y cuatro días después fue dado de alta.
Ante tales hechos, el presidente de la República, Juan Manuel Santos, canceló su viaje a Cartagena, donde se iba a realizar la inauguración del Tratado de Libre Comercio con los Estados Unidos.